# Церковь Святого Николая (Куин-Виктория-стрит, Лондон)
Церковь Святого Николая (Сент-Николас; англ. St Nicholas Cole Abbey, Queen Victoria Street) — англиканская приходская церковь в квартале Бэнк (Сити) города Лондона (Великобритания); была основана в XII века; нынешнее здание было построено в между 1672 и 1678 годами по проекту Кристофера Рена. Здание было реконструировано по проекту Артура Бейли в 1961—1962 годах. Церковь использовалась как место съемки эпизода «Вторжение» в сериале «Доктор Кто».

## История и описание
Церковь на улице современной Куин-Виктория-стрит была посвящена Святому Николаю Чудотворцу. Название «Коул-эбби» происходит от термина «coldharbour» — средневекового английского слова, обозначающего прибежище для путешественников или убежище от холода. Церковь Святого Николая никогда не была частью монастыря или аббатства.

### Первое здание
Самое раннее сохранившееся упоминание о церкви Святого Николая относится к письму папы римского Луция II, занимавшего данный пост в 1144—1145 годах. В хронике правления Ричарда I Львиное Сердце упоминается о новом рыбном рынке, расположенном недалеко от храма Святого Николая. В 1272 году церковь упоминается как «храм Святого Ника за улицей Фиш-стрит». В течение XVI века в церковном здании были похоронены несколько торговцев рыбой. Историк Джон Стоу записал, что во время правления Елизаветы I у северной стены храма была установлена цистерна из свинца и камня, питаемая водой из Темзы — «для удобства торговцев рыбой».
Церковь Святого Николая стала протестантским храмом во время Реформации в Англии. После восшествия на престол королевы Марии I здесь была проведена первая католическая месса в городе — она состоялась 23 августа 1553 года. Спустя столетие храм Святого Николая оказался в собственности полковника Фрэнсиса Хакера (Francis Hacker, ум. 1660) — пуританина, руководившего казнью Карла I после окончания Гражданской войны в Англии.

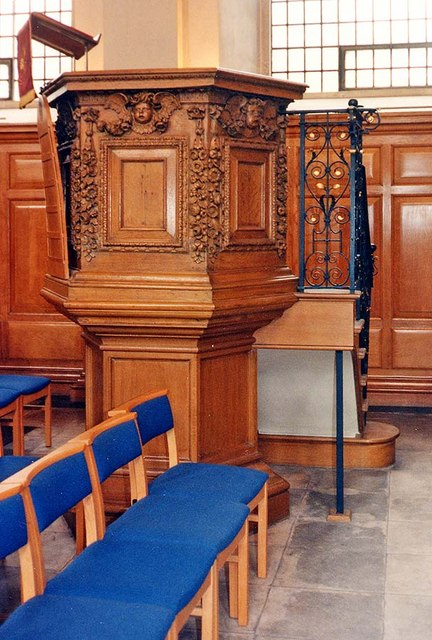
Интерьер храма (1979)

### Современное здание
Средневековое здание церкви была разрушена во время Великого лондонского пожара 1666 года. Король Англии Карл II обещал передать церковную землю лютеранской общине Лондона, но лоббирование других церковных групп помешало осуществлению данного замысла. В итоге, приход Святого Николая у рыбного рынка был объединен с соседним приходом Святого Николая Олаве (St Nicholas Olave), здание которого не восстанавливалось. Церковь на Куин-Виктория-стрит была перестроена в период между 1672 и 1678 годами по проекту архитектора Кристофера Рена: новое здание обошлось общине в 5042 фунта стерлингов. Храм стал первым из церквей Лондонского Сити, восстановленных после пожара. Некоторые части средневекового здания сохранились в южной и западной стенах современного храма.
В 1737 году лидер методистов Джордж Уайтфилд прочитал в храме проповедь на тему «Нечестивое ругательство в церкви». Реконструкция квартала в викторианском стиле изменила план местных улиц: она потребовала и перестройку церкви, состоявшуюся в 1874 году. Дым от поездов Лондонского метро заметно изменил облик церковного фасада в конце XIX века. В мае 1881 года, в период руководства приходом Генри Стеббинга (Henry Stebbing, 1799—1883), посещаемость церковных служб сократилась до одного мужчины и одной женщины. Следующий пастор, Генри Шаттлворт, был христианским социалистом: он обновил музыкальную программу церкви и сделал её центром для дискуссий. И к 1891 году приход в воскресенье вечером уже насчитывал до 450 прихожан.

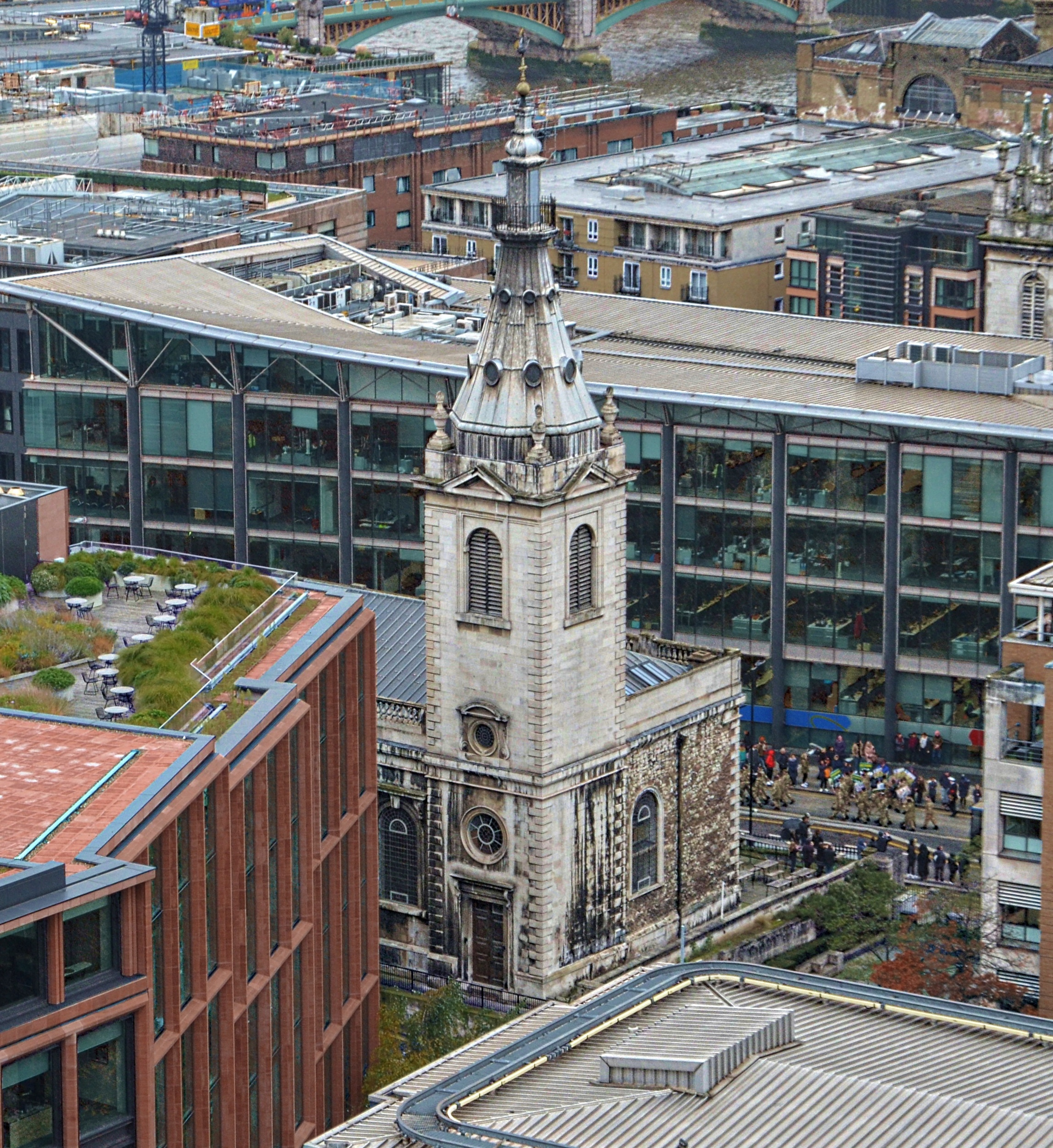
Вид на храм (2019)

Во время Второй мировой войны, в ходе «Блица» 10 мая 1941 года на Лондон состоялся самый мощный воздушный налет за всю войну: в результате авиаудара было убито 1436 человек и разрушено или серьезно повреждено несколько крупных зданий. Среди них был и храм Святого Николая. После войны церковь оставалась разрушенной, пока не была восстановлена при участии Артура Бейли — повторно освящена в 1962 году. 4 января 1950 года церковное здание была внесена в список памятников архитектуры первой степени (Grade I). В XX веке приход Святого Николая был объединен с приходом храма Святого Андрея у вокзала Блэкфрайерс.
В период с 1982 по 2003 год церковное здание было сдано в аренду пресвитерианской общине Свободной церкви Шотландии (Free Church of Scotland). В 2006 году Англиканская церковь объявила, что храм Святого Николая станет центром английского религиозного образования: Институт Калхэма перенесёт сюда свою штаб-квартиру из Оксфорда. В ноябре 2016 года в здании возобновились воскресные службы — наряду с собраниями в середине недели, известными как «St Nick’s Church». В XXI веке приход придерживается консервативных евангелических традиций англиканской церкви — он принял решения отклонить рукоположение женщин.